# Pluimstaartbuidelrat
De pluimstaartbuidelrat (Glironia venusta) is een zoogdier uit de familie van de Didelphidae. De wetenschappelijke naam van de soort werd voor het eerst geldig gepubliceerd door Thomas in 1912. Het is de enige soort uit het geslacht Glironia.

## Voorkomen
De soort komt voor in het Amazonegebied van Brazilië, Ecuador, Peru en Bolivia.